# 1547 en science
| Années de la science : 1544 - 1545 - 1546 - 1547 - 1548 - 1549 - 1550    |
| Décennies de la science : 1510 - 1520 - 1530 - 1540 - 1550 - 1560 - 1570 |

Cet article présente les faits marquants de l'année 1547 en science.

## Événements
- Mai : John Dee, à l'âge de 20 ans, se rend à Louvain où il rencontre les mathématiciens Gemma Frisius, Gérard Mercator, Gaspard van der Heyden, Antoine Gogava. Il rentre en Angleterre avec des instruments astronomiques conçus par Gemma Frisius et les globes de celui-ci et de Mercator[1].

## Publications
- Charles de Bovelles : La Geometrie practique, composee par le noble Philosophe maistre Charles de Bovelles, 1547, rééd. 1566, impr. Guil. de Marnef, Paris ;
- Antonio Mizauld : Le miroueer du temps, autrement dit, éphémérides perpétuelles de l'air par lesquelles sont tous les jours donez vrais signes de touts changements de temps, seulement par choses qui à tous apparoissent au cien, en l'air, sur terre & en l'eau. Le tout par petits aphorismes, & breves sentences diligemment compris. Paris, Regnaud Chaudière & Claude Chaudière son fils, 1547 ;
- Niccolo Fontana Tartaglia : Le risposte a Ludovico Ferrari, 1547-1548.
- Atlas Vallard, attribué à Nicolas Vallard.

## Naissances
- 18 février : Baha' Al-Din Al-'Amili, dit Cheikh Bahaï, poète soufi, philosophe, mathématicien, astronome et alchimiste.

- Vers 1547 : Juan de Tovar (mort en 1626), prêtre jésuite indigène (mexicain) et linguiste.

## Décès

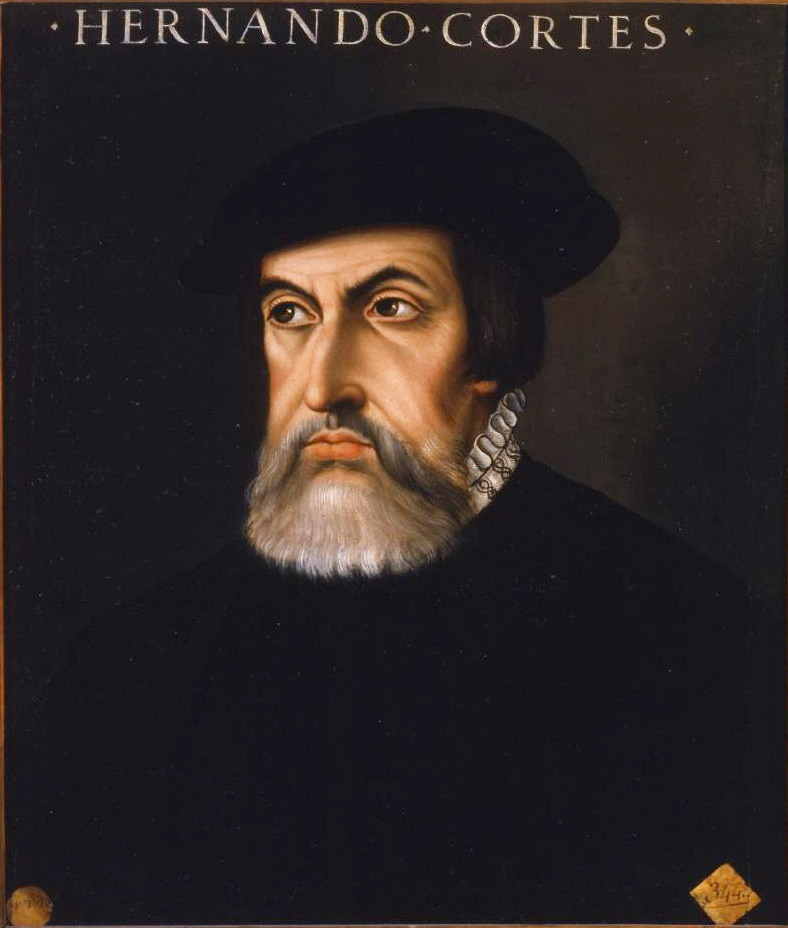
Hernán Cortés

- 16 janvier : Johann Schöner (né en 1477), humaniste, mathématicien, cartographe, cosmographe, astronome et astrologue allemand.
- 2 décembre : Hernán Cortés (né en 1485), conquistador espagnol.